# Copa Colômbia de Futebol
A Copa Colômbia, conhecida como Copa BetPlay Dimayor, desde 2020, por razões comerciais é uma competição de futebol entre clubes membros da Dimayor.
Houve seis edições, três delas (1950/51, 1951/52 e 1952/53) como um torneio eliminatório similar à Copa do Rei da Espanha - com partidas de ida e volta - e uma vez, em 1981 e 1989, como parte do campeonato profissional, entre a primeira e segunda metades do torneio.
Em 2008 foi aprovada uma nova edição da competição, que passa a ser anual e que concede um lugar para o próximo ano da Copa Sul-americana ate 2018, que passou promover para a Copa Libertadores
O maior vencedor da Copa Colômbia é a equipe do Atlético Nacional com sete títulos conquistados.

## Títulos por equipe

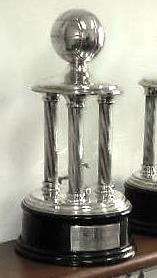
Troféu da Copa Colômbia conquistada na década de 1950 pelos Millonarios

| Clube                                    | Títulos | Vices |
| ---------------------------------------- | ------- | ----- |
| Atlético Nacional                        | 7       | 0     |
| Millonarios                              | 3       | 2     |
| Independiente Medellín                   | 3       | 1     |
| Santa Fe                                 | 2       | 3     |
| Junior                                   | 2       | 2     |
| Deportivo Cali                           | 1       | 2     |
| Boca Juniors de Cali                     | 1       | 1     |
| Deportes Tolima                          | 1       | 1     |
| La Equidad                               | 1       | 0     |
| Once Caldas                              | 0       | 2     |
| Deportivo Pasto                          | 0       | 2     |
| Unión Magdalena                          | 0       | 1     |
| Itagüí Ditaires (Actual Águilas Doradas) | 0       | 1     |
| Boyacá Chicó                             | 0       | 1     |
| Deportivo Pereira                        | 0       | 1     |
| América de Cali                          | 0       | 1     |

## Artilheiros
Os artilheiros da Copa Colômbia desde a edição de 2008.
| Ano  | País      | Artilheiro                          | Gols      | Equipe                  |
| ---- | --------- | ----------------------------------- | --------- | ----------------------- |
| 2008 | Colômbia  | Dorlan Pabón Wilson Mena            | 8         | Envigado Once Caldas    |
| 2009 | Colômbia  | Carlos Bacca                        | 11        | Atlético Junior         |
| 2010 | Colômbia  | Yovanny Arrechea                    | 11        | Millonarios             |
| 2011 | Colômbia  | Carlos Bacca Oscar Iván Méndez      | 8         | Junior Real Cartagena   |
| 2012 | Colômbia  | Andrés Javier Mosquera              | 9         | Independiente Medellín  |
| 2013 | Colômbia  | Yorleys Mena                        | 14        | Real Cartagena          |
| 2014 | Colômbia  | Óscar Santos                        | 10        | Valledupar              |
| 2015 | Colômbia  | Carlos Ibargüen Rafael Santos Borré | 5         | Cortuluá Deportivo Cali |
| 2016 | Colômbia  | Miguel Borja                        | 8         | Atlético Nacional       |
| 2017 | a definir | a definir                           | a definir | a definir               |